# Cabo Gloucester
Cabo Gloucester är en udde i Chile.   Den ligger i regionen Región de Magallanes y de la Antártica Chilena, i den södra delen av landet, 2 300 km söder om huvudstaden Santiago de Chile. Cabo Gloucester ligger på ön Isla Carlos.
Terrängen inåt land är lite kuperad. Havet är nära Cabo Gloucester åt sydväst. Trakten är glest befolkad. Det finns inga samhällen i närheten.